# Лексикографічний пошук у ширину
Лексикографічний пошук у ширину (англ. lexicographic breadth-first search LBFS або Lex-BFS) — алгоритм упорядкування вершин графу. Алгоритм відрізняється від алгоритму пошуку в ширину і дає упорядкованішу[невідомий термін] послідовність вершин графу.
Алгоритм лексикографічного пошуку в ширину ґрунтується на ідеї часткового упорядкування і вперше його розробили Роуз, Тарджан і Люкер (1976). Детальніший огляд теми надав Корнейл (2004). Лексикографічний пошук у ширину використовується як частина в інших графічних алгоритмах, наприклад, розпізнавання хордальних графів, розфарбовування повністю розщеплюваних графів.

Приклад роботи алгоритму

## Опис алгоритму
Для роботи алгоритму слід задати вершину графу, з якої починається обхід. Опис алгоритму виглядає так:
- Ініціалізувати послідовність множин вершин Σ що складається з однієї множини, яка містить усі вершини графу.
- Ініціалізувати порожню вихідну послідовність вершин.
- Поки Σ непорожня:
  - З першої множини в Σ взяти вершину v і видалити її з множини.
  - Якщо перша множина в Σ стала порожньою, видалити її з Σ.
  - Додати v в кінець вихідної послідовності вершин.
  - Для кожного ребра vw:
    - Визначити множину S в Σ яка містить w.
    - Якщо множина S ще не поділялася під час обробки v, створити нову порожню множину T і помістити її перед S у Σ.
    - Перемістити вершину w із S у T і, якщо S стала порожньою, видалити її з Σ.

Кожна вершина обробляється один раз, кожне ребро тестується тільки при обробці його двох вершин, і (в припущенні, що обробка операцій у послідовності множин Σ займає скінченний час) кожна ітерація внутрішнього циклу займає скінченний час. Отже, так само, як і для алгоритмів пошуку в глибину і пошуку в ширину, часова складність алгоритму є лінійною і становить {\displaystyle O(\vert V\vert +\vert E\vert )}.
Алгоритм називається лексикографічним пошуком у ширину тому, що отримуваний порядок схожий на результат алгоритму пошуку в ширину, але додатково рядки і стовпці матриці суміжності упорядковуються в лексикографічному порядку.

## Застосування
Алгоритм лексикографічного пошуку в ширину використовується для розпізнавання хордальних графів, розфарбовування цілком сепарабельних графів. Для розпізнавання графів порівнянності та інтервальних графів використовують багатомахові алгоритми (алгоритм лексикографічного пошуку в ширину з варіаціями застосовується кілька разів).